# Supercopa de Japón 1995
La Supercopa de Japón 1995, también conocida como Supercopa Xerox 1995 (en inglés: Xerox Super Cup 1995) por motivos de patrocinio, fue la 2.ª edición de este torneo.
Fue disputada entre Verdy Kawasaki, como campeón de la J. League 1994, y Bellmare Hiratsuka, como ganador de la Copa del Emperador 1994. El partido se jugó el 11 de marzo de 1995 en el Estadio Nacional de la ciudad de Tokio.

## Participantes
| Bandera de Prefectura de Kanagawa | Verdy Kawasaki     | Campeón de la J. League (1994)          |
| Bandera de Prefectura de Kanagawa | Bellmare Hiratsuka | Campeón de la Copa del Emperador (1994) |

## Partido
| 11 de marzo de 1995, 14:03 (UTC+9) | Bellmare Hiratsuka               | 2:2 (0:0) (2:4 p.)         | Verdy Kawasaki                                        | Estadio Nacional, Tokio                                 |                                                         |
|                                    | Noguchi 45' · Betinho 49'        | Reporte                    | Nunobe 82' · Alcindo 85'                              | Asistencia: 53.167 espectadores Árbitro(s): Kiyoshi Ōta | Asistencia: 53.167 espectadores Árbitro(s): Kiyoshi Ōta |
|                                    |                                  | Tiros desde el punto penal |                                                       |                                                         |                                                         |
|                                    | Takada · Tasaka · Almir · Nakata |                            | Kitazawa · Pereira · Bismarck · Alcindo · Hashiratani |                                                         |                                                         |

### Detalles
| 1          | Guardameta     | Nobuyuki Kojima  |     |
| 2          | Defensa        | Hironari Iwamoto |     |
| 4          | Defensa        | Fujio Yamamoto   |     |
| 3          | Defensa        | Taku Watanabe    |     |
| 5          | Defensa        | Kazuaki Tasaka   |     |
| 6          | Centrocampista | Tetsuya Takada   |     |
| 10         | Centrocampista | Betinho          |     |
| 8          | Centrocampista | Teruo Iwamoto    | 73' |
| 9          | Centrocampista | Edson            |     |
| 11         | Delantero      | Kōji Noguchi     | 82' |
| 7          | Delantero      | Almir            |     |
| Entrenador | Entrenador     | Mitsuru Komaeda  |     |

| 1          | Guardameta     | Takayuki Fujikawa   |     |
| 6          | Defensa        | Satoshi Tsunami     | 58' |
| 2          | Defensa        | Kō Ishikawa         |     |
| 3          | Defensa        | Pereira             |     |
| 4          | Defensa        | Tadashi Nakamura    |     |
| 5          | Centrocampista | Tetsuji Hashiratani |     |
| 10         | Centrocampista | Shigetoshi Hasebe   |     |
| 8          | Centrocampista | Tsuyoshi Kitazawa   |     |
| 7          | Centrocampista | Bismarck            |     |
| 11         | Delantero      | Alcindo             |     |
| 9          | Delantero      | Shinji Fujiyoshi    | 45' |
| Entrenador | Entrenador     | Nelsinho Baptista   |     |

| 12 | Centrocampista | Teppei Nishiyama | 73' |
| 13 | Centrocampista | Hidetoshi Nakata | 82' |

| 14 | Delantero | Nobuhiro Takeda | 45' |
| 13 | Delantero | Takanori Nunobe | 58' |

| Anotado | 45' | Kōji Noguchi | 1-0 |
| Anotado | 49' | Betinho      | 2-0 |

| Anotado | 82' | Takanori Nunobe | 2-1 |
| Anotado | 85' | Alcindo         | 2-2 |

|                  |                          | 0:0 | Fallo de penal (Desviado) | Tsuyoshi Kitazawa   |
| Tetsuya Takada   | Fallo de penal (Atajado) | 0:0 |                           |                     |
|                  |                          | 0:1 | Acierto de penal          | Pereira             |
| Kazuaki Tasaka   | Acierto de penal         | 1:1 |                           |                     |
|                  |                          | 1:2 | Acierto de penal          | Bismarck            |
| Almir            | Acierto de penal         | 2:2 |                           |                     |
|                  |                          | 2:3 | Acierto de penal          | Alcindo             |
| Hidetoshi Nakata | Fallo de penal (Atajado) | 2:3 |                           |                     |
|                  |                          | 2:4 | Acierto de penal          | Tetsuji Hashiratani |

| Amonestado | 87' | Betinho |

| Amonestado | 43' | Kō Ishikawa       |
| Amonestado | 45' | Tsuyoshi Kitazawa |

| Árbitro             | Kiyoshi Ōta     |
| Árbitros asistentes | Tatsumi Ono     |
| Árbitros asistentes | Noboru Ishiyama |
| Cuarto árbitro      | Naotsugu Fuse   |

| 1          | Guardameta     | Nobuyuki Kojima  |     |
| 2          | Defensa        | Hironari Iwamoto |     |
| 4          | Defensa        | Fujio Yamamoto   |     |
| 3          | Defensa        | Taku Watanabe    |     |
| 5          | Defensa        | Kazuaki Tasaka   |     |
| 6          | Centrocampista | Tetsuya Takada   |     |
| 10         | Centrocampista | Betinho          |     |
| 8          | Centrocampista | Teruo Iwamoto    | 73' |
| 9          | Centrocampista | Edson            |     |
| 11         | Delantero      | Kōji Noguchi     | 82' |
| 7          | Delantero      | Almir            |     |
| Entrenador | Entrenador     | Mitsuru Komaeda  |     |

| 1          | Guardameta     | Takayuki Fujikawa   |     |
| 6          | Defensa        | Satoshi Tsunami     | 58' |
| 2          | Defensa        | Kō Ishikawa         |     |
| 3          | Defensa        | Pereira             |     |
| 4          | Defensa        | Tadashi Nakamura    |     |
| 5          | Centrocampista | Tetsuji Hashiratani |     |
| 10         | Centrocampista | Shigetoshi Hasebe   |     |
| 8          | Centrocampista | Tsuyoshi Kitazawa   |     |
| 7          | Centrocampista | Bismarck            |     |
| 11         | Delantero      | Alcindo             |     |
| 9          | Delantero      | Shinji Fujiyoshi    | 45' |
| Entrenador | Entrenador     | Nelsinho Baptista   |     |

| 12 | Centrocampista | Teppei Nishiyama | 73' |
| 13 | Centrocampista | Hidetoshi Nakata | 82' |

| 14 | Delantero | Nobuhiro Takeda | 45' |
| 13 | Delantero | Takanori Nunobe | 58' |

| Anotado | 45' | Kōji Noguchi | 1-0 |
| Anotado | 49' | Betinho      | 2-0 |

| Anotado | 82' | Takanori Nunobe | 2-1 |
| Anotado | 85' | Alcindo         | 2-2 |

|                  |                          | 0:0 | Fallo de penal (Desviado) | Tsuyoshi Kitazawa   |
| Tetsuya Takada   | Fallo de penal (Atajado) | 0:0 |                           |                     |
|                  |                          | 0:1 | Acierto de penal          | Pereira             |
| Kazuaki Tasaka   | Acierto de penal         | 1:1 |                           |                     |
|                  |                          | 1:2 | Acierto de penal          | Bismarck            |
| Almir            | Acierto de penal         | 2:2 |                           |                     |
|                  |                          | 2:3 | Acierto de penal          | Alcindo             |
| Hidetoshi Nakata | Fallo de penal (Atajado) | 2:3 |                           |                     |
|                  |                          | 2:4 | Acierto de penal          | Tetsuji Hashiratani |

| Amonestado | 87' | Betinho |

| Amonestado | 43' | Kō Ishikawa       |
| Amonestado | 45' | Tsuyoshi Kitazawa |

| Árbitro             | Kiyoshi Ōta     |
| Árbitros asistentes | Tatsumi Ono     |
| Árbitros asistentes | Noboru Ishiyama |
| Cuarto árbitro      | Naotsugu Fuse   |

|                                   |
| Bandera de Prefectura de Kanagawa |
| Campeón Verdy Kawasaki 2.º título |